# Alyxia kwalotabaa
Alyxia kwalotabaa là một loài thực vật có hoa trong họ La bố ma. Loài này được D.J.Middleton mô tả khoa học đầu tiên năm 2000.